# Fuzzy Knight
Fuzzy Knight (* 9. Mai 1901 in Fairmont, West Virginia als John Forrest Knight; † 23. Februar 1976 in Woodland Hills, Kalifornien) war ein US-amerikanischer Schauspieler.

## Leben
John Forrest Knight studierte Jura an der West Virginia University. In dieser Zeit begann er Songs zu schreiben, unter anderem eine Hymne auf die West Virginia University, verließ diese aber schließlich für eine Showkarriere. Er trat in den 1920ern in Vaudeville-Shows sowie mit Bandleadern wie George Olsen und Irving Aaronson auf. Ende der 1920er-Jahre wirkte er an zwei Produktionen am Broadway in New York mit. Zu dieser Zeit führte er bereits seinen Künstlervornamen Fuzzy (dt.: unscharf, verschwommen), den er aufgrund seiner besonders sanft klingenden Stimme verpasst bekommen hatte.
Knight kam ab 1929 zu ersten kleinen Filmauftritten in Hollywood, anfangs zum Teil als einfaches Mitglied von Bands, die in Filmen auftraten. Mae West verschaffte ihm 1933 eine seiner ersten substanziellen Filmrollen in ihrer Komödie Sie tat ihm unrecht, sieben Jahre später folgte eine erneute Zusammenarbeit mit ihr bei Mein kleiner Gockel. Zwar trat Knight auch in anderen Filmgenres auf, aber zu seiner Nische wurden ab Mitte der 1930er-Jahre vor allem Western. Hierbei spielte er oft den komischen Sidekick des Helden, ähnlich wie seine Zeitgenossen Gabby Hayes, Smiley Burnette und Al St. John. Zu den Cowboy-Stars, als deren Sidekick er häufiger fungierte, zählten unter anderem Tex Ritter und Johnny Mack Brown. Regelmäßig hatte er auch Gesangseinlagen in seinen Filmen. 1940 wurde Fuzzy Knight von Kinobetreibern unter die zehn kassenträchtigsten Stars des Westerngenres gewählt.
In den 1950er-Jahren starb sein Hauptbeschäftigungsfeld, der B-Film-Western, zunehmend zugunsten von Western-Fernsehserien auf. Knight wechselte daraufhin auch zum Fernsehen; in der Westernserie Captain Gallant of the Foreign Legion spielte er von 1955 bis 1957 den Sidekick des Hauptdarstellers Buster Crabbe, wobei sein Rollenname in dieser Serie auch Fuzzy Knight war. Seine letzte Rolle übernahm Knight 1967 in dem B-Film-Western Texas-Desperados, insgesamt umfasst sein filmisches Schaffen rund 200 Film- und Fernsehproduktionen. Er war bis zu seinem Tod im Jahr 1976 an einem Herzinfarkt mit Thelma de Long verheiratet. Knight ist auf Valhalla Memorial Park Cemetery im Norden Hollywoods beigesetzt.

## Filmografie (Auswahl)
- 1929: Night Parade
- 1932: Fighting for Justice
- 1933: Sie tat ihm unrecht (She Done Him Wrong)
- 1933: Revolution der Jugend (This Day and Age)
- 1933: Flammenreiter (Sunset Pass)
- 1934: Geheimagent 13 (Operator 13)
- 1934: Harold Lloyd, der Strohmann (The Cat’s-Paw)
- 1934: Millionäre bevorzugt (The Girl from Missouri)
- 1934: Die Schöne der neunziger Jahre (Belle of the Nineties)
- 1934: Liebesreigen (Music in the Air)
- 1935: George White's 1935 Scandals
- 1935: Fräulein Wirbelwind (Vagabond Lady)
- 1935: Dizzy Dames
- 1935: Der elektrische Stuhl (The Murder Man)
- 1935: Das Tal des Todes (Wanderer of the Wasteland)
- 1936: Kampf in den Bergen (The Trail of the Lonesome Pine)
- 1936: Gefahr! (And Sudden Death)
- 1936: Der Held der Prärie (The Plainsman)
- 1937: Gesetz der Berge (Mountain Justice)
- 1937: Der Überfall auf den Goldexpress (Courage of the West)
- 1938: Joy of Living
- 1938: Piraten in Alaska (Spawn of the North)
- 1938: Mein Mann, der Cowboy (The Cowboy and the Lady)
- 1939: Union Pacific
- 1939: Die unvergessliche Weihnachtsnacht (Remember the Night)
- 1940: Mein kleiner Gockel (My Little Chickadee)
- 1940: Treck nach Utah (Brigham Young)
- 1941: Horror Island
- 1941: Verfluchtes Land (The Shepherd of the Hills)
- 1942: Jukebox-Fieber (Juke Girl)
- 1943: Korvette K 225 (Corvette K-225)
- 1945: Die Herberge zum Roten Pferd (Frontier Gal)
- 1947: Das Ei und ich (The Egg and I)
- 1949: Seemannslos (Down to the Sea in Ships)
- 1949: Der Geisterschütze (Rimfire)
- 1949: Adlerauge, der tapfere Sioux (Apache Chief)
- 1950: Harte Männer aus Wildwest (Hostile Country)
- 1950: Banditenjäger (Crooked River)
- 1950: Banditenjäger (West of the Brazos)
- 1951: Mississippi-Melodie (Show Boat)
- 1952: Engel der Gejagten (Rancho Notorious)
- 1953: Hängt ihn (Vigilante Terror)
- 1955–1957: Captain Gallant of the Foreign Legion (Fernsehserie, 42 Folgen)
- 1959: Tausend Berge (These Thousand Hills)
- 1960: Outlaws (Fernsehserie, Folge 1x10)
- 1961: Lawman (Fernsehserie, Folge 3x25)
- 1962: Lassie (Fernsehserie, Folge 8x33 Der Forstbeamte)
- 1965: Colorado Saloon 12 Uhr 10 (The Bounty Killer)
- 1966: Wyoming-Bravados (Waco)
- 1966: Batman (Fernsehserie, Folge 2x17)
- 1967: Texas-Desperados (Hostile Guns)